# Promachus subsitula
Promachus subsitula är en tvåvingeart som först beskrevs av Walker 1851.  Promachus subsitula ingår i släktet Promachus och familjen rovflugor. Inga underarter finns listade i Catalogue of Life.